# Calais camerounensis
Calais camerounensis Girard, 1992 è una specie di coleottero della famiglia Elateridae.

## Distribuzione e habitat
C. camerounensis è presente nel Camerun.